# Szent Miklós-fatemplom (Izakonyha)
Az izakonyhai Szent Miklós-fatemplom műemlékké nyilvánított épület Romániában, Máramaros megyében. A romániai műemlékek jegyzékében az  MM-II-m-A-04524 sorszámon szerepel.